# Monumento ad Antonio Rosmini
Il monumento ad Antonio Rosmini è una scultura in bronzo posta nei giardini pubblici di Milano.

## Descrizione
La statua di Antonio Rosmini fu realizzata dallo scultore Francesco Confalonieri e inaugurata il 12 luglio 1896.
La raccoltà di sottoscrizioni per un monumento a Rosmini fu iniziata da Antonio Stoppani nel 1880, ma fu da lui interrotta per dedicarsi alle sottoscrizioni del monumento ad Alessandro Manzoni a Lecco (sempre da Francesco Confalonieri) e del monumento a Giovanni Battista Piatti a Milano.
Il piedistallo è in marmo di Rezzato, è semplice ed elegante, è fatto su disegno di Luca Beltrami. Nella parte anteriore si legge soltanto Antonio Rosmini, e la data dell'inaugurazione. Ai lati la data della nascita e della morte e le seguenti parole di Gregorio XVI, e di Manzoni:
Nostro amato figlio Antonio Rosmini, uomo fornito di alto e vigoroso ingegno, ornato di egregie doti d'animo, sommamente illustre per la scienza delle cose divine ed umane... – Lett. apost. 20 sett. 1839 di S. S. Gregorio XVI.
Si rammenti d'uno, il quale conta tra le grazie immeritate fattegli dal Signore il conoscer Rosmini, e l'aver parte nella sua benevolenza... – Lett. 28 febbr. 1843 di Alessandro Manzoni.»
(Annuncio dell'inaugurazione)